# AIPAC
AIPAC (на английски: American Israel Public Affairs Committee) е абревиатурата на организацията Американско-израелски комитет по обществени въпроси.
AIPAC е създадена от лидерите на американските еврейски организации в САЩ през 1954 г. с цел да осигури подкрепа за младата еврейска държава от страна на правителството на Съединените американски щати и оттогава постоянно съдейства за подобряване отношенията между САЩ и Израел в икономическата, политическата и военната област. Започвайки като едно от многото лобита в Конгреса, AIPAC се превръща в най-влиятелната организация от т.нар. еврейско лоби със седалище във Вашингтон и с локални офиси в Съединените щати. Лобистите от AIPAC са активни не само в Конгреса, но и сред различни обществени кръгове по интереси, стремейки се да привлекат за каузата си колкото се може повече американски граждани в дейности по укрепване на приятелските отношения между Израел и САЩ.
С активното съдействие на AIPAC, Израел през 1994 г. получава от САЩ икономическа и военна помощ в размер на 3 милиарда долара, от които 80 милиона са били предназначени за подпомагането на т.нар. Алия. Тази помощ е от голямо значение с цел успешната интеграция в израелското общество на имигрантите от бившия Съветски съюз и от Етиопия (т.нар. фалаши). AIPAC изиграва ключова роля в решението за предоставяне от правителството на САЩ на гаранции по международните заеми от 1992 г., които трябва да подпомогнат Израел във финансирането на инфраструктурата, необходима за успешното установяване в Израел на много имигранти. AIPAC играе важна роля за укрепване на американско-израелските отношения, и най-вече в инициативите по осигуряване на финансова подкрепа за Израел. На годишните политически конференции на организацията присъстват водещи американски и израелски политици. През март 2001 г., на конференцията на AIPAC, новоизбраният израелски премиер Ариел Шарон заявява, че Израел „няма да преговаря под заплаха от насилие“ в близкоизточния мирен процес.
AIPAC е сериозно засегната от факта, че въпреки икономическата криза в САЩ и намаляване на разходите за чуждестранна помощ, Израел е получил безвъзмездна финансова помощ през 2002 г. от САЩ в размер на $ 2,76 милиарда долара (2.04 милиарда за военни разходи и 720 милиона – като икономическа помощ), а през 2003 г. – $ 2,7 милиарда долара (2.1 млрд. за военните разходи и 600 милиона за икономическа помощ). През пролетта на 2004 г., AIPAC полага големи усилия да убеди администрацията на президента Джордж Уокър Буш и Конгреса на САЩ да подкрепят израелското правителство в плана му по условията за оттегляне на израелските войски от Ивицата Газа.
Към дейността на организацията често в САЩ се отправят остри критики, и най-вече за това, че дебалансира близкоизточната американска политика, както и че подкрепя индиректно финансово кампаниите на членовете и кандидатите за Конгреса застъпващи нейните политически интереси, като същевременно дискредитира онези политици, които ѝ се противопоставят. Има и крайни мнения за дейността на AIPAC в американското общество, като това, че тя изцяло се е поставила в интерес на правителството на друга страна. Подобни критики към дейността на организацията се чуват и от средите на американската еврейска емиграция.